# Rhaphidophoridae
I Rafidoforidi (Rhaphidophoridae Wattenwyl, 1888) sono una famiglia di insetti ortotteri del sottordine Ensifera. Sono l'unica famiglia della superfamiglia Rhaphidophoroidea.

## Descrizione
Queste cavallette dal dorso gibboso sono prive di ali e mostrano una colorazione smorta. Piccole a confronto delle loro lunghissimi appendici, hanno costumi prevalentemente notturni e spesso corpo molliccio e occhi ridotti. Le femmine hanno un ovopositore sottile come una lama.

## Tassonomia
Tassonomia delle Rhaphidophoridae secondo Orthoptera Species File:
- sottofamiglia Aemodogryllinae Jacobson 1905
  - tribù Aemodogryllini Jacobson 1905
    - Diestrammena Brunner von Wattenwyl, 1888
    - Eutachycines Storozhenko, 1990
    - Microtachycines Gorochov, 1992
    - Paradiestrammena Chopard, 1919
    - Paratachycines Storozhenko, 1990

  - tribù Diestramimini Gorochov 1998
    - Adiestramima Gorochov, 1998
    - Diestramima Storozhenko, 1990
    - Gigantettix Gorochov, 1998
    - Megadiestramima Storozhenko & Gorochov, 1992
    - Tamdaotettix Gorochov, 1998

  - tribù incertae sedis
    - Atachycines Furukawa, 1933
    - Neotachycines Sugimoto & Ichikawa, 2003
- sottofamiglia Anoplophilinae Storozhenko & Paik, 2010
  - Alpinanoplophilus Ishikawa, 1993
  - Anoplophilus Karny, 1931
- sottofamiglia Ceuthophilinae Tepper, 1892
  - tribù Argyrtini Saussure & Pictet, 1897
    - Anargyrtes Hubbell, 1972
    - Argyrtes Saussure & Pictet, 1897
    - Leptargyrtes Hubbell, 1972

  - tribù Ceuthophilini Tepper, 1892
    - Ceuthophilus Scudder, 1862
    - Macrobaenetes Tinkham, 1962
    - Rhachocnemis Caudell, 1916
    - Styracosceles Hubbell, 1936
    - Typhloceuthophilus Hubbell, 1940
    - Udeopsylla Scudder, 1862
    - Utabaenetes Tinkham, 1970

  - tribù Daihiniini Karny, 1929
    - Ammobaenetes Hubbell, 1936
    - Daihinia Haldeman, 1850
    - Daihinibaenetes Tinkham, 1962
    - Daihiniella Hubbell, 1936
    - Daihiniodes Hebard, 1929
    - Phrixocnemis Scudder, 1894

  - tribù Hadenoecini Ander 1939
    - Euhadenoecus Hubbell, 1978
    - Hadenoecus Scudder, 1862

  - tribù Pristoceuthophilini Rehn, 1903
    - Hypsobadistes Hubbell, 1977
    - Phoberopus Saussure & Pictet, 1897
    - Exochodrilus Hubbell, 1972
    - Farallonophilus Rentz, 1972
    - Pristoceuthophilus Rehn, 1903
    - Salishella Hebard, 1939
- sottofamiglia Dolichopodainae Brunner von Wattenwyl 1888
  - Dolichopoda Bolívar, 1880
- sottofamiglia Gammarotettiginae Karny 1937
  - Gammarotettix Brunner von Wattenwyl, 1888
- sottofamiglia Macropathinae Karny, 1929
  - tribù Macropathini Karny, 1929
    - Australotettix Richards, 1964
    - Cavernotettix Richards, 1966
    - Dendroplectron Richards, 1964
    - Heteromallus Brunner von Wattenwyl, 1888
    - Insulaplectron Richards, 1970
    - Ischyroplectron Hutton, 1896
    - Isoplectron Hutton, 1896
    - Macropathus Walker, 1869
    - Micropathus Richards, 1964
    - Neonetus Brunner von Wattenwyl, 1888
    - Notoplectron Richards, 1964
    - Novoplectron Richards, 1958
    - Novotettix Richards, 1966
    - Pachyrhamma Brunner von Wattenwyl, 1888
    - Pallidoplectron Richards, 1958
    - Pallidotettix Richards, 1968
    - Paraneonetus Salmon, 1948
    - Parudenus Enderlein, 1909
    - Parvotettix Richards, 1968
    - Petrotettix Richards, 1972
    - Pharmacus Pictet & Saussure, 1893
    - Pleioplectron Hutton, 1896
    - Setascutum Richards, 1972
    - Spelaeiacris Péringuey, 1916
    - Speleotettix Chopard, 1944
    - Tasmanoplectron Richards, 1971
    - Turbottoplectron Salmon, 1948
    - Udenus Brunner von Wattenwyl, 1900
    - Weta Chopard, 1923

  - tribù Talitropsini Gorochov 1988
    - Talitropsis Bolívar, 1882
- sottofamiglia Rhaphidophorinae Walker, 1871
  - Eurhaphidophora Gorochov, 1999
  - Minirhaphidophora Gorochov, 2002
  - Neorhaphidophora Gorochov, 1999
  - Pararhaphidophora Gorochov, 1999
  - Rhaphidophora Serville, 1838
  - Stonychophora Karny, 1934
- sottofamiglia Troglophilinae Krauss 1879
  - Troglophilus Krauss, 1879
- sottofamiglia Tropidischiinae Scudder, 1869
  - Tropidischia Scudder, 1869
- sottofamiglia Protroglophilinae Gorochov 1989 †
  - †Prorhaphidophora Chopard, 1936
  - †Protroglophilus Gorochov, 1989
- sottofamiglia incertae sedis
  - Alpinanoplophilus Ishikawa, 1993
  - Anoplophilus Karny, 1931